# Склока
«Скло́ка» (фр. La Zizanie; иные варианты перевода: «Упрямец», «Раздоры», «Сумятица») — французский кинофильм-комедия режиссёра Клод Зиди, снятый в 1978 году

## Сюжет
Гийом Добрей-Лаказ (Луи де Фюнес), фабрикант и бургомистр, стал автором важнейшего изобретения: он создал прибор для поглощения выхлопных газов. После того как он заключил контракт с японскими предпринимателями, возникла проблема: для производства такого количества нужны дополнительные цеха и рабочие. Гийом пытается уговорить префекта сдать ему в аренду участок муниципальной земли, граничащий с его фабрикой, но получает отказ, поскольку соседи и так жалуются на его бесконечные изобретения, доставляющие им беспокойство. Остаётся только один выход — расширить фабрику за счёт собственного дома. Постепенно дом фабриканта заполняется станками, отчего его жена Бернадет (Анни Жирардо) далеко не в восторге. Она терпеливо сносит превращение в громыхающие цеха их гостиной и спальни, но когда Гийом жертвует её садом, терпению Бернадет приходит конец, и она отправляется ночевать в гостиницу. Гийому с трудом удаётся уговорить её вернуться. Для этого ему приходится остановить работу своей домашней фабрики. Но когда ранним утром станки снова начинают работать, Бернадет объявляет Гийому войну. Ведь вскоре должны состояться выборы бургомистра, а Добрей является единственным претендентом на этот пост. Чтобы наказать мужа, Бернадет решает выдвинуть свою кандидатуру. Во время выборов выясняется, что японцы, заключившие с Гийомом контракт, банкроты, и чек на два миллиона, выданный ими, пустой. Это означает, что Гийом разорён. К тому же на выборах побеждает Бернадет. Потерять фабрику, пост бургомистра, да ещё и жену — это уж слишком. И тогда Гийом соглашается на условие Бернадет — уехать в провинцию и жить дальше от цивилизации, но ближе к природе.

## В ролях
- Анни Жирардо
- Луи де Фюнес
- Жюльен Гиомар
- Жак Франсуа

## Награды
- 1979 — премия «Золотой Экран», ФРГ.

## Интересные факты
Сцена демонстрации японцам работы SX-22 воспроизводится «задом-наперёд»: на самом деле макет выделял дым, а не поглощал его.